# نرجس أسوني
النرجس الأسوني (باللاتينية: Narcissus assoanus) نوع نباتي يتبع جنس النرجس من الفصيلة النرجسية. ينمو النبات من بصلة شتوية مبكرة معمرة.

## الموئل والانتشار
يعد النرجس الشائع متوطنًا في فرنسا وإسبانيا.